# Anthony Head
Anthony Stewart Head (født 20. februar 1954) er en britisk skuespiller.
Hans første rolle var en musical ved navn Godspell i starten af 1970'erne.
Succeser i forskellige serier og på scenen, som for eksempel det kortlivede TV program VR-5, gav ham rollen som Rupert Giles i serien Buffy - Vampyrernes Skræk (1997).
I 2002 var han med i serien Manchild.
Anthony har spillet med i en serien Merlin (tv-serie), som handler om troldmanden Merlin. Anthony spillede Uther Pendragon, Kong Arthurs far.
I de tidlige 1980'ere sang han i gruppen Red Box og han har også lavet et musikalbum med George Sarah ved navn Music for Elevators.
Han lever nu i Bath, Somerset, England med Sarah Fisher og sine to børn Emily Rose og Daisy.

## Filmografi
| Film       | Film                                           | Film                            | Film                                                                             |
| År         | Film                                           | Rolle                           | Noter                                                                            |
| ---------- | ---------------------------------------------- | ------------------------------- | -------------------------------------------------------------------------------- |
| 1981       | Lady Chatterley's Lover                        | Anton                           |                                                                                  |
| 1987       | A Prayer for the Dying                         | Rupert                          |                                                                                  |
| 1988       | La Collina del diavolo                         | Michael Toyle                   |                                                                                  |
| 1992       | Woof Again! Why Me?                            |                                 |                                                                                  |
| 2003       | I'll Be There                                  | Sam Gervasi                     |                                                                                  |
| 2004       | Fat Slags                                      | Victor                          |                                                                                  |
| 2005       | Framing Frankie                                | Dennis Folley                   |                                                                                  |
| 2005       | Imagine Me & You                               | Ned                             |                                                                                  |
| 2006       | Scoop                                          | Detektiv                        |                                                                                  |
| 2006       | Little Britain Live                            | Prime Minister                  |                                                                                  |
| 2007       | Sparkle                                        | Tony                            |                                                                                  |
| 2007       | The Magic Door                                 | George                          |                                                                                  |
| 2007       | Amelia and Michael                             | Michael                         |                                                                                  |
| 2007       | Sweeney Todd: The Demon Barber of Fleet Street | Ballad Ghost                    |                                                                                  |
| 2008       | Repo! The Genetic Opera                        | Nathan Wallace/Repo Man         |                                                                                  |
| 2011       | The Inbetweeners Movie                         | Will's Father                   |                                                                                  |
| 2011       | The Iron Lady                                  | Geoffrey Howe                   |                                                                                  |
| 2012       | Ghost Rider: Spirit of Vengeance               | Benidict                        |                                                                                  |
| 2013       | Percy Jackson: Sea of Monsters                 | Chiron                          | Ikke færdig                                                                      |
| Tv         |                                                |                                 |                                                                                  |
| År         | Titel                                          | Rolle                           | Noter                                                                            |
| 1978       | Enemy at the Door                              | Clive Martel                    | Afsnit: Steel Hand from the Sea                                                  |
| 1978       | Lillie                                         | William Le Breton               | ITV                                                                              |
| 1978       | Accident                                       | Simon Lovell                    | Afsnit: The Figures Man                                                          |
| 1979       | The Mallens                                    | Weir                            | Afsnit: 1.1 Episode: 1.2                                                         |
| 1979       | Secret Army                                    | Hanslick                        | Afsnit: A Safe Place                                                             |
| 1980       | Love in a Cold Climate                         | Tony Kroesig                    | Thames Television                                                                |
| 1981       | Crown Court                                    | Timothy Preston-Berry           | Afsnit: Hen Party                                                                |
| 1981       | Bergerac                                       | Bill                            | Afsnit: See You in Moscow                                                        |
| 1984, 1988 | The Comic Strip Presents...                    | Ricki Recording Studio Engineer | Episode: Slags Afsnit: More Bad News                                             |
| 1985       | C.A.T.S. Eyes                                  | James Sinden                    | Afsnit: Goodbye, Jenny Wren                                                      |
| 1985       | Howards' Way                                   | Phil Norton                     | 5 Afsnit                                                                         |
| 1987       | Boon                                           | Richard Rathbone                | Afsnit: Day of the Yoke                                                          |
| 1987       | Pulaski                                        | Dudley Fielding                 | Afsnit: The Price of Fame                                                        |
| 1988       | Rockliffe's Babies                             | Chris Patterson                 | Afsnit: A Trip to the Zoo                                                        |
| 1991       | Woof!                                          | Bentley                         | Afsnit: 3.7 Afsnit: 3.8                                                          |
| 1993       | The Detectives                                 | Simon                           | Afsnit: Acting Constables                                                        |
| 1993       | Highlander: The Series                         | Allan Rothwood                  | Afsnit: "Nowhere To Run"                                                         |
| 1994       | Royce                                          | Pitlock                         | Showtime tv-film                                                                 |
| 1995       | VR.5                                           | Oliver Sampson                  | Afsnit: 5–13                                                                     |
| 1995       | Ghostbusters of East Finchley                  | Terry                           | Afsnit: 1.5                                                                      |
| 1995       | NYPD Blue                                      | Nigel Gibson                    | afsnit: Cold Heaters                                                             |
| 1996       | Roger Roger                                    | Jimmy Price                     |                                                                                  |
| 1997       | Jonathan Creek                                 | Adam Klaus                      | Afsnit: The Wrestler's Tomb                                                      |
| 1997–2003  | Buffy - Vampyrernes Skræk                      | Rupert Giles                    | 121 afsnit; Saturn Award (nomineret), (main 1997–2001, Special Guest 2002, 2003) |
| 1999       | Two Guys, a Girl and a Pizza Place             | Dr. Staretski                   | Afsnit: Two Guys, a Girl and a Mother's Day                                      |
| 2000       | Best Actress                                   | Colin Truemans                  | E! tv-film                                                                       |
| 2001       | Silent Witness                                 | Henry Hutton                    | Afsnit: Two Below Zero                                                           |
| 2002       | Spooks                                         | Peter Salter                    | Afsnit: Traitor's Gate                                                           |
| 2002       | Fillmore!                                      | Professor Third                 | Episode: Red Robins Don't Fly Afsnit: A Cold Day at X                            |
| 2002–2003  | Manchild                                       | James                           | 15 afsnit                                                                        |
| 2003       | My Family                                      | Richard Harper                  | Afsnit: May the Best Man Win                                                     |
| 2003       | And Starring Pancho Villa as Himself           | William Benton                  | HBO tv-film                                                                      |
| 2003       | Reversals                                      | Mr. Andrew Barton               | ITV tv-film                                                                      |
| 2003–2006  | Little Britain                                 | Michael Stevens                 |                                                                                  |
| 2004       | True Horror with Anthony Head                  | Præsentør                       | Afsnit: 1–5                                                                      |
| 2004       | New Tricks                                     | Sir Tim                         | Episode: 1.2                                                                     |
| 2004       | Monarch of the Glen                            | Chester Grant                   | Afsnit: 6.7–6.10                                                                 |
| 2005       | M.I.T.: Murder Investigation Team              | Stewart Masters                 | Afsnit: 2.2                                                                      |
| 2005       | Rose and Maloney                               | Dr. David Terry                 | Afsnit: 2.2                                                                      |
| 2006       | Hotel Babylon                                  | Mr. Machin                      | Afsnit: 1.2                                                                      |
| 2006       | Doctor Who                                     | Mr. Finch                       | "Afsnit: School Reunion"                                                         |
| 2006       | Children's Party at the Palace                 | Captain Hook                    | BBC tv-Special                                                                   |
| 2006       | Him and Us                                     | Max Flash                       | Usolgt tv-Pilot                                                                  |
| 2007       | Comic Relief 2007: The Big One                 | Varierende                      | BBC TV-Special                                                                   |
| 2007       | Persuasion                                     | Sir Walter Elliot               | ITV tv-film                                                                      |
| 2007       | Totally Doctor Who                             | Baltazar                        | Stemmerolle i The Infinite Quest                                                 |
| 2007       | Sensitive Skin                                 | Tom Paine                       | Afsnit: The Signals Here I Am                                                    |
| 2007       | Sold                                           | Mr. Colubrine                   | 6 afsnit                                                                         |
| 2007–2008  | Heroes Unmasked                                | Fortæller                       | Serie 1 & 2                                                                      |
| 2007–2009  | Doctor Who Confidential                        | Fortæller                       | 30 afsnit                                                                        |
| 2007–2009  | Little Britain                                 | Prime Minister                  | 23 afsnit                                                                        |
| 2008–2011  | Merlin                                         | Uther Pendragon                 | 42 afsnit                                                                        |
| 2008       | The Invisibles                                 | Maurice Riley                   | BBC One tv-serie                                                                 |
| 2009       | Free Agents                                    | Stephen                         | Channel 4 tv-serie                                                               |
| 2011       | Free Agents                                    | Stephen                         | NBC tv-serie (Amerikansk version af serien af samme navn fra Channel 4)          |